# Teresa Almeida Garrett
Maria Teresa Bahia de Almeida Garrett Lucas Pires, née le 28 août 1953 à Porto, est une femme politique portugaise.
Membre du Parti social-démocrate, elle siège au Parlement européen de 1999 à 2004.